# Низовка (Алатирський район)
Ни́зовка (рос. Низовка, чув. Низовка) — селище у складі Алатирського району Чувашії, Росія. Входить до складу Алтишевського сільського поселення.
Населення — 11 осіб (2010; 40 у 2002).
Національний склад:
- мордва — 85 %